# Konstantin Lopuixanski
Konstantin Sergueièvitx Lopuixanski (rus: Константин Сергеевич Лопушанский; nascut el 12 de juny de 1947) és un director de cinema, autor i teòric del cinema rus i soviètic. És conegut per haver dirigit les pel·lícules apocalíptiques i post-apocalíptiqies Pis'ma miortvogo txeloveka (1986), Posetitel muzeia (1989), Russkaia simfonia (1994), i Gadkie lebedi (2006).
El 1997, Lopuixanski va rebre el títol honorífic d'Artista Honorífic de la Federació Russa. El 2007, se li va concedir el títol honorífic d'Artista del Poble de Rússia, el màxim honor civil rus per a les arts escèniques.

## Biografia

### Primers de la vida
Konstantin Lopuixanski va néixer el 12 de juny de 1947 a Dnepropetrovsk, RSS d'Ucraïna. La seva mare era Sofia Petrovna Lopuixanskàia, que treballava com a professor de lingüística a la Universitat Estatal de Volgograd. El seu pare era Serguei Timofeievitx Lopuixanski, n soldat de primera línia que va morir el 1953 a causa de les ferides que va patir a la guerra.

### Educació i primers anys
El 1970, Konstantin Lopuixanski es va graduar al Conservatori de Kazan com a violinista, i el 1973 va completar un curs de postgrau al Conservatori de Leningrad amb una tesi en crítica d'art. Després, Lopuixanski va ensenyar als conservatoris de Kazan i Leningrad durant alguns anys. Lopuixanski va fer cursos superiors per a guionistes i directors de cinema del departament de directors al taller d'Emil Loteanu.
En graduar-se dels cursos de direcció el 1979, Lopuixanski va ajudar Andrei Tarkovski a dirigir la llegendària pel·lícula Stàlker, basada en la novel·la Piknik na obochine de Boris Strugatsky.
La pel·lícula de tesi de Lopuixanski Solo feta l'any 1980 tractava sobre un músic que tocava el seu últim concert durant el Setge de Leningrad.
Des de 1980, Lopuixanski treballa com a director de producció a l'estudi de cinema Lenfilm.

### Pis'ma miortvogo txelovekai posterior
El 1986, Konstantin Lopushansky va fer el seu debut com a director de llargmetratge amb la pel·lícula postapocalíptica Pis'ma miortvogo txeloveka, que va ser coescrit per Boris Strugatsky. Es va projectar a la secció de la Setmana Internacional de la Crítica del 40è Festival Internacional de Cinema de Canes el 1987 i va rebre el premi FIPRESCI al 35è Festival Internacional de Cinema de Mannheim-Heidelberg.
La pel·lícula de 1989 Posetitel muzeia va participar al 16è Festival Internacional de Cinema de Moscou on va guanyar el Sant Jordi de Plata i el Premi del Jurat Ecumènic.
El 1994 va dirigir Russkaia simfonia que fou projectada a la secció Forum al 45è Festival Internacional de Cinema de Berlín on va rebre el Premi del Jurat Ecumènic.
El 2006 va dirigir Gadkie lebedi, basada en la novel·la d'Arkadi i Boris Strugatsky. La pel·lícula de ciència-ficció parlava d'un escriptor que visita un internat per a nens casats on els professors són mutants.
La pel·lícula dramàtica de Lopushansky del 2013 Rol va explicar la història d'un actor que decideix fer-se passar per un comandant difunt de l'Exèrcit Roig. Es va mostrar en competició al 35è Festival Internacional de Cinema de Moscou. I va rebre el Premi Nika al millor guió.
El 2019 va estrenar la seva pel·lícula dramàtica Skvoz txornoie steklo.

## Filmografia
| Any  | Pel·lícula                               |
| ---- | ---------------------------------------- |
| 1978 | Slyozy v vetrenuyu pogodu (curtmetratge) |
| 1980 | Solo (curtmetratge)                      |
| 1986 | Pis'ma miortvogo txeloveka               |
| 1989 | Posetitel muzeia                         |
| 1994 | Russkaia simfonia                        |
| 2001 | Konets veka                              |
| 2006 | Gadkie lebedi                            |
| 2013 | Rol                                      |
| 2019 | Skvoz txornoie steklo                    |